# 山田聡子
山田 聡子（やまだ さとこ、1995年2月26日 - ）は、日本の射撃選手、自衛官（2021年時点で3等陸曹）。ピストルに精通する。自衛隊体育学校射撃班に所属している。

## 来歴
滋賀県甲賀市水口町出身。滋賀県立水口高等学校国際文化科では、最初は野球部のマネージャーだったが、射撃部に中途入部した。
競技を始めて間もなかった高校２年時の山口国体で少年女子ビームピストルに出場し、いきなり優勝。同種目の初代王者に輝いた。またピストル競技が注目されがちではあるがライフル射撃エアー、ビームともに全国大会で好成績をおさめる程の実力者でもある。
後述にもある通り滋賀県立水口高等学校初のオリンピック選手となる。
高校卒業後、陸上自衛隊に入隊。自衛官になる。東京都練馬区、埼玉県朝霞市、和光市、新座市にまたがる朝霞駐屯地にある自衛隊体育学校に所属した。
2018年、ジャカルタアジア大会日本代表に選出。エアピストル予選60発で549点をマークし33位。
2019年、アジア選手権で11位。同年、ジョージアにピストルの武者修行に行き、ニーノ・サルクワゼに師事。
2020年、全日本選手権25mピストルを制覇。
2021年、東京オリンピック代表再最終選考会に出場。エアピストル日本代表に内々定した。その後日本ライフル射撃協会理事会の承認を得て内定し、日本代表に決定した。
東京オリンピックでは10mエアピストルなどに出場した。
7月25日、10mエアピストルで600点満点で570点をマークし日本勢最上位の23位。
7月27日、香川県警察警察官の堀水宏次郎と組んだ男女混合エアピストルで1次予選20位。
7月29日からの女子25mピストルで予選前半44位（精密ステージ）、7月30日の後半は43位（速射ステージ）。